# Riervescemont
Riervescemont (deutsch früher Oberwessenberg) ist eine französische Gemeinde im Département Territoire de Belfort in der Region Bourgogne-Franche-Comté.

## Geographie
Riervescemont liegt auf 600 m über dem Meer, fünf Kilometer nordöstlich von Giromagny und etwa 15 Kilometer nördlich der Stadt Belfort (Luftlinie). Die Streusiedlungsgemeinde erstreckt sich in den Südvogesen, am Oberlauf der Rosemontoise, am Südfuß des Tremontkopfes. Riervescemont ist die nördlichste Gemeinde des Départements Territoire de Belfort.
Die Fläche des 8,52 km² großen Gemeindegebiets umfasst einen Abschnitt im Bereich der Südvogesen. Das stark reliefierte und überwiegend bewaldete Areal liegt im Quellgebiet der Rosemontoise. Mehrere Bäche in tief eingeschnittenen Tälern vereinigen sich zur Rosemontoise, welche das Gebiet durch die Talenge beim Château de Rosemont (südwestliche Grenze) verlässt. Im Übrigen verläuft die Gemeindegrenze auf den umliegenden Bergketten: im Südosten die Tête du Mineur (928 m), im Norden der Tremontkopf (an dem mit 1091 m die höchste Erhebung von Riervescemont erreicht wird) und im Westen der Mont Rouchon (976 m). Diese Bergketten bilden südliche Ausläufer des Ballon d’Alsace. Die Gemeinde liegt im Regionalen Naturpark Ballons des Vosges.
Nachbargemeinden von Riervescemont sind Sewen und Dolleren im Norden, Lamadeleine-Val-des-Anges im Osten, Vescemont im Süden sowie Lepuix im Westen.

## Geschichte
Auf dem heutigen Gemeindegebiet von Riervescemont gründeten die Grafen von Montbéliard im 11. Jahrhundert die Burg Rosemont (deutsch Rosenfels). Sie war Mittelpunkt der Herrschaft Rosemont, einer wichtigen, mit der Zeit den ganzen Norden des Territoire de Belfort umfassenden Herrschaft. Mitte des 14. Jahrhunderts gelangte sie unter die Oberhoheit der Habsburger. Zusammen mit dem Sundgau kam das Gebiet mit dem Westfälischen Frieden 1648 an die französische Krone. Erst im Jahr 1698 wird der Name Riervescemont erstmals urkundlich erwähnt. Seit 1793 gehörte die Siedlung zum Département Haut-Rhin, verblieb jedoch 1871 als Teil des Territoire de Belfort im Gegensatz zum restlichen Elsass bei Frankreich. Heute gehört Riervescemont zum Gemeindeverband Vosges du Sud.

## Sehenswürdigkeiten
Auf einem Vorsprung über der Talenge der Rosemontoise erheben sich die Ruinen der mittelalterlichen Burg Rosemont.

## Bevölkerung
| Bevölkerungsentwicklung | Bevölkerungsentwicklung |
| Jahr                    | Einwohner               |
| ----------------------- | ----------------------- |
| 1962                    | 53                      |
| 1968                    | 56                      |
| 1975                    | 42                      |
| 1982                    | 48                      |
| 1990                    | 43                      |
| 1999                    | 50                      |

Mit 86 Einwohnern (1. Januar 2022) gehört Riervescemont zu den kleinsten Gemeinden des Département Territoire de Belfort. Nachdem die Einwohnerzahl in der ersten Hälfte des 20. Jahrhunderts deutlich abgenommen hatte (1891 wurden noch 174 Personen gezählt), wurden seit Beginn der 1960er Jahre nur noch geringe Schwankungen verzeichnet, bevor in jüngerer Zeit wieder ein merklicher Anstieg erfolgte.

## Wirtschaft und Infrastruktur
Riervescemont war bis weit ins 20. Jahrhundert hinein ein vorwiegend durch die Landwirtschaft (Ackerbau, Obstbau und Viehzucht) und die Forstwirtschaft geprägtes Dorf. Noch heute leben die Bewohner zur Hauptsache von der Tätigkeit im ersten Sektor. Außerhalb des primären Sektors gibt es nur wenige Arbeitsplätze im Dorf. Einige Erwerbstätige sind auch Wegpendler, die in den umliegenden größeren Ortschaften ihrer Arbeit nachgehen.
Die Ortschaft liegt weit abseits der größeren Straßenverbindungen. Die einzige Zufahrt erfolgt von Vescemont.